# Elfriede Thum

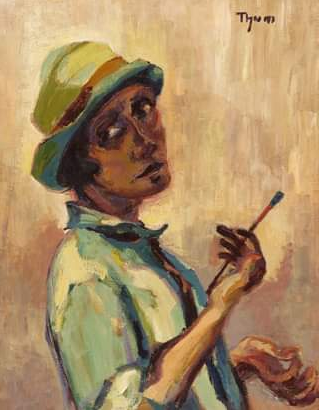
Selbstporträt Der Blick zurück (1926)

Lydia Elfriede Luzie Thum (* 15. Dezember 1886 in Berlin; † 6. Mai 1952 ebenda; Künstlername: Erich Thum) war eine deutsche Malerin und Grafikerin.

## Leben

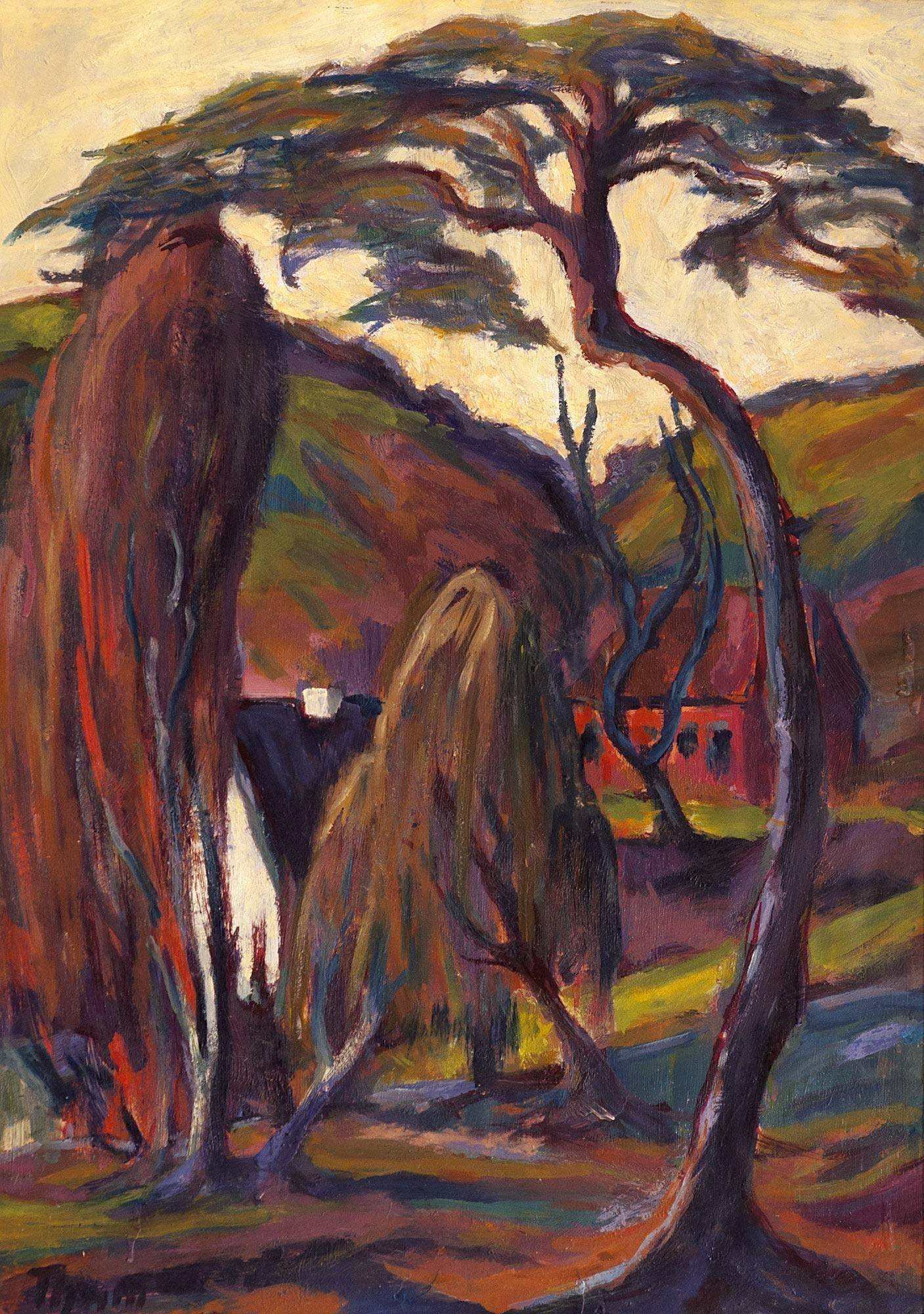
Im Katzengrund (ca. 1925)

Elfriede Thum verlebte ihre Kindheit in der Dorotheenstraße in Berlin. 1905/06 studierte sie an der Universität Lausanne. Hier lernte sie Rolf Lauckner, den Stiefsohn Hermann Sudermanns, kennen. Sie ging dann nach Dresden und bildete sich bei Charles Johann Palmié weiter in der Malerei aus. Eines ihrer künstlerischen Vorbilder war Giovanni Segantini. 1909 weilte Elfriede Thum in Nidden und lernte dort Max Pechstein kennen. 1910/11 erwarb Elfriede Thum in Tzschetschnow bei Frankfurt (Oder) ein Grundstück und ließ dort eine Villa errichten. Ende 1913 heiratete sie Rolf Lauckner und die Familie bezog diese Villa. In Anlehnung an Sudermanns Roman „Der Katzensteg“ nannten sie die Umgebung ihres Hauses den „Katzengrund“.
Die von 1914 bis 1914 erscheinende Zeitschrift "Zeit-Echo, Ein Kriegs-Tagebuch der Künstler" (Graphik-Verlag, München) veröffentlichte 1915 in der Nummer 18 neben Grafiken weitere Künstler eine Original-Lithografie Elfriede Thums. 1928 veröffentlichte „Scherl´s Magazin“ in dem Essay „Die Frau des Dichters“ von Frank Thiess ein Foto der Künstlerin.
Während des Ersten Weltkrieges signierte Elfriede Lauckner ihre Werke mit „Erich Thum“. Anfang der 1920er Jahre stellte Elfriede Lauckner erste Werke u. a. bei Ferdinand Möller, bei Hans Goltz und dem Kunsthaus Schaller in Stuttgart aus. Sie galt als eines der stärksten künstlerischen Talente der jüngeren Generation.
Die Nazis diffamierten ihre Werke als "entartet". Ab 1937 hatte sie Ausstellungsverbot, und in der Nazi-Aktion „Entartete Kunst“ wurden 1937 ihre mit "Erich Thum" signierten Druckgrafiken aus der Anhaltinischen Gemäldegalerie Dessau, dem Museum Folkwang in Essen, dem Kestner-Museum Hannover und dem Kaiser-Friedrich-Museum Magdeburg Werke beschlagnahmt.
Elfriede Lauckner folgte dann ihrem Mann auf seine verschiedenen Wohnsitze und arbeitete zeitweilig als Bühnenbildnerin.
Die Villa bei Frankfurt (Oder) wurde in den letzten Wochen des Zweiten Weltkriegs schwer beschädigt und später abgetragen. Die letzten Lebensjahre verbrachte Elfriede Lauckner mit ihrem Mann in Berlin-Grunewald, Bettinastraße 3.
1949 war sie auf der Ausstellung „Mensch und Arbeit“ in Ostberlin mit zwei Lithografien aus ihrer Mappe „Der Bahnbau“ aus den 1915er Jahren vertreten. Vom 18. November 1988 bis zum 11. Februar 1989 zeigte die Galerie Lippeck in Berlin-Hermsdorf mehr als 70 Gemälde, aquarellierte Kostümentwürfe, Lithografien, Radierungen und Fotos nicht mehr erhaltener Glasmalereien Elfriede Thums. Die von der Herrmann-Sudermann-Stiftung erhaltenen Werke waren durch den Galeristen Reinhard Lippeck restauriert worden. Von Januar bis April 2005 veranstaltete die Galerie Barthelmess & Wischnewski in Berlin eine Einzelausstellung über Elfriede Thum. Im März 2014 eröffnete das Stadtarchiv Frankfurt (Oder) eine Sonderausstellung zu Elfriede Thum. In Frankfurt wurde eine Straße nach ihr benannt.

## Zitate

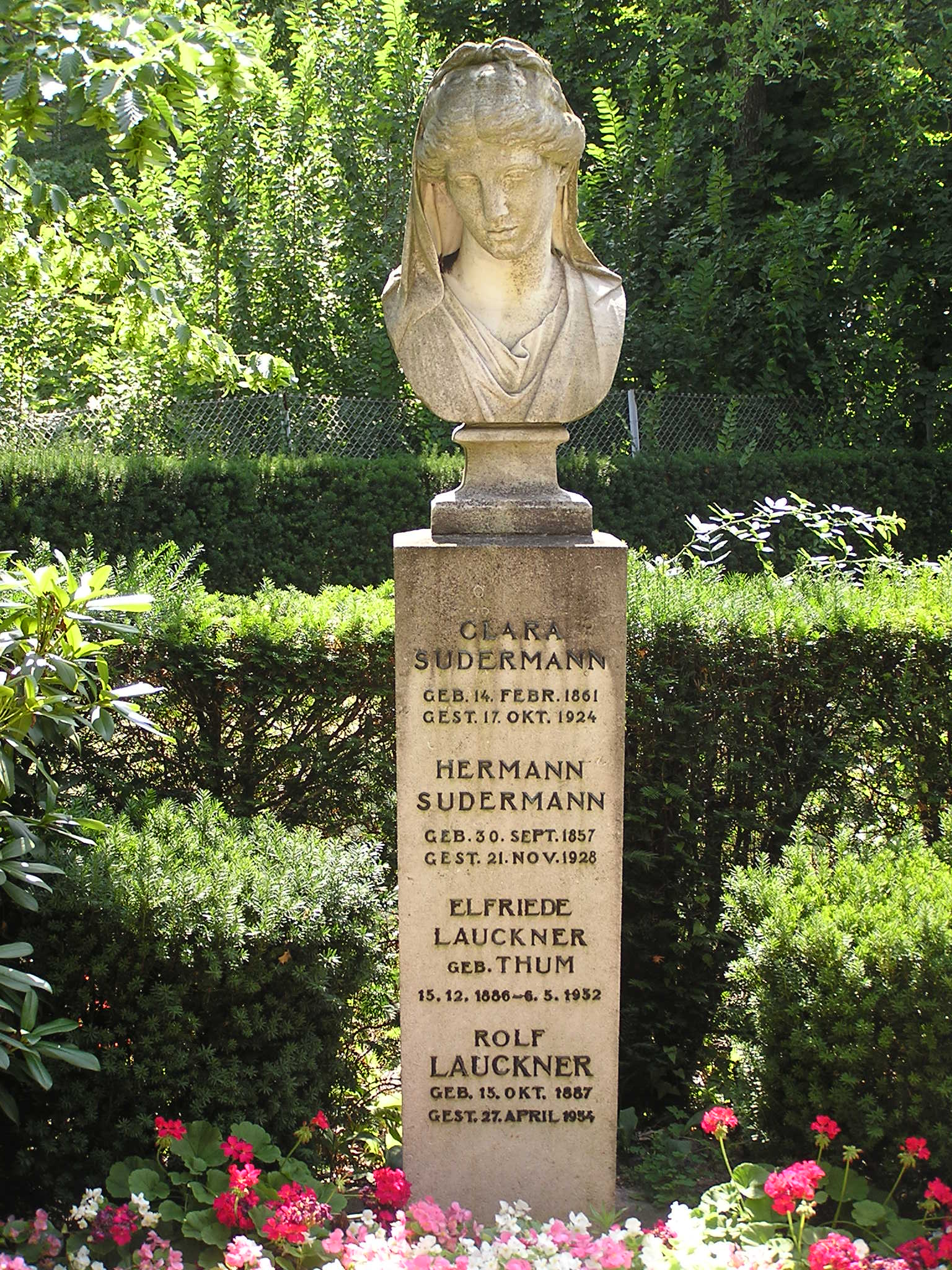
Grab der Familie Lauckner und der Schwiegereltern Elfriedes in Berlin-Grunewald

„Elfriede Lauckner war eine … reizvoll charmante und ein bißchen geheimnisvoll verschwiegene Frau … Sie war ebenso groß wie Lauckner, zog sich ausgezeichnet an, trug aber der Mode zum Trotz ständig lange Kleider, was zu ihrem langen schmalen Gesicht mit den großen tiefen dunklen Augen, den schwarzen weit hinabgezogenen Scheiteln ausgezeichnet paßte. Ihre Stimme war zugleich weich und dunkel; ihr Lachen war gedämpft, beinahe ein bißchen stilisiert, wie denn ihre ganze Erscheinung, ihr Sprechen, ihre Bewegungen etwas leicht Stilisiertes an sich hatten. Etwas Englisches aus der Browningzeit war über ihr … Sie selbst .. sprach niemals von sich, weder von ihrer Herkunft noch von ihrer Familie und ihren Lebensumständen.“

„Friedel … war wohl das einmaligste weibliche Wesen, das mir begegnet ist, und ich bin – schon durch meinen Theaterberuf – nicht ohne Kenntnis in diesem Irrgarten. – Nicht ihre restlos aufopfernde Sorge für mich, die der egoistisch denkende Mann ja als selbstverständlich hinnimmt, gab ihr ihre Besonderheit, sondern auch die Bescheidenheit, mit der sie ihr eigenes grosses Künstlertum zurückstellte. – Vor allem aber der Segen, den sie nach allen Seiten hin spendete, - ob es Blume oder Tier oder Kind oder verzweifelte Erwachsene waren – immer war sie selbstlos mit Rat und Tat hilfsbereit. Und deshalb weinen auch heute viele, viele Leute und Kinder der dörflichen Bezirke um sie, die wir durchschritten haben.“

## Werke

### 1937 als "entartet" beschlagnahmte Grafiken
- Den Helden von Przemysl (aquarellierte Lithografie, Blatt 1 der beschlagnahmten 3. Mappe "Kriegsbilderbogen deutscher Künstler"; Goltzverlag München, 1915)
- Hinter den Heeren (Mappe mit 10 Lithografien, Umschlaggrafik und Titelblatt; Verlag Hans Goltz, München, 1917; vernichtet)

### Weitere Tafelbilder (Auswahl)
- Keitelkähne (Öl auf Leinwand, 75 × 60 cm, 1909; Berlinische Galerie)
- Frierendes Kind (Öl auf Leinwand, 75 × 60 cm; 1911; Berlinische Galerie)

### Buchillustrationen (Auswahl)
- Theodor Tagger: Die Vollendung eines Herzens. H. Hochstim, Berlin, 1917 (mit sechs Original-Lithografien)
- Rainer Maria Rilke: Die Weise von Liebe und Tod des Cornets Christoph Rilke. E. Richter, Dresden, 1917
- Rolf Lauckner: Frau im Stein. Drama für Musik. Erich Reiss Verlag, Berlin, 1918
- Rolf Lauckner: Lyrische Werkstatt. Flöttmann Verlag, Gütersloh, 1986